# Izilda Mussuela
Izilda Bilonda Mussuela (Luanda, 01 de Novembro de 1983) é uma apresentadora de televisão, atriz e modelo. Ficou conhecida pelo personagem «Domingas Demba» que interpretou na sitcom angolana Makamba Hotel. Em 2012, estreou como co-apresentadora no canal RTP África, no programa Disco África.

## Carreira
"Izzi" Mussuela como é conhecida no mundo da moda, iniciou suas atividades profissionais como manequim aos 14 anos, desfilou com modelos de Paco Rabanne,  Yves Saint-Laurent, Augustus e Versace. Participou de grandes eventos da moda e desfilou no Portugal Fashion, ModaLisboa, Summer Fashion Week Gaia, Modalfa, Manobras de Maio, Angola Fashion Week, Moda Luanda, 5 Continents Fashion Week Rotterdam, entre outros.
Foi destaque em anúncios publicitários das marcas Sony Ericsson, Vodafone, Delta Cafés, My Games, Orbit, Blue Sabores, Vinho Gaivota Unitel, foi capa de várias revistas nacionais e internacionais e participou em vários editoriais de moda.
Atuou como atriz nos espetáculos teatrais: “Serviço D’Amores de Gil Vicente”, “O Artista Português é tão bom como os Melhores” e “Vanessas”.
Ainda como atriz fez parte da telenovela Windeck (TPA), Jacob´s Cross, Destinos cruzados (TVI), Doc. De Santo António, Escolinha do Jeremias.
Ficou conhecida pelo personagem “Domingas Demba” que interpretou no sitcom angolana Makamba Hotel (TV Zimbo). Em 2012, estreou como co-apresentadora no canal RTP África, no programa Disco África.
Na sétima arte participou das produções: “O Herói”, do realizador Zezé Gamboa; “André Valente”, da realizadora Catarina Ruivo; “A CASA” do realizador Rui Simões e; “Díspar”.

## Vida Pessoal
Izilda Mussuela nasceu na cidade de Luanda, filha do casal Helena Bilonda e de Artur Mussuela, com mais quatro irmãs: Ana, Alice, Eunice e Grancida. Viveu parte da sua infância no Bairro dos Coqueiros, aos dez anos a família mudou-se para Chicala II, também em Luanda, sempre estudou em escolas públicas. Aos 19 anos emigrou para Portugal, onde se formou em Animação Sociocultural no (IDS) e Jornalismo Radiofónico e Televisivo no CENJOR - Centro Protocolar de Formação Profissional para Jornalistas em Lisboa (2010-2011).

## Televisão
| Ano       | Título                        | Papel/Função     | Ref           |
| --------- | ----------------------------- | ---------------- | ------------- |
| 2012-2016 | Disco África (RTP África)     | Co-Apresentadora | [ 7 ] [ 8 ]   |
| 2012      | Windeck                       | Modelo           |               |
| 2014      | Escolinha do Jeremias         | Professora       |               |
| 2013      | Destinos Cruzados             | Modelo           |               |
| 2010      | Laços de Sangue               | Modelo           | [ 9 ]         |
| 2009      | Makamba Hotel                 | Domingas Demba   | [ 10 ] [ 11 ] |
|           | Documentário de Santo António | Participação     |               |

## Moda
| Ano       | Desfiles                              | Ref           |
| --------- | ------------------------------------- | ------------- |
| 2015      | 5 Continents Fashion Week Rotterdam   | [ 12 ]        |
| 2014      | Lisboa fashion week                   | [ 13 ] [ 14 ] |
| 2011/2014 | Angola Fashion Week                   | [ 15 ]        |
| 2013      | Catálogo Praia Morena By Micaela Reis | [ 16 ]        |
| 2011      | Summer Fashion Week Gaia              | [ 17 ]        |
| 2010      | Modalfa                               | [ 18 ]        |
| 2004      | Manobras de Maio                      |               |

## Cinema
| Ano  | Filme         | Papel         | Ref           |
| ---- | ------------- | ------------- | ------------- |
| 2016 | Nayola        | Nayola        | [ 19 ] [ 20 ] |
| 2016 | A Casa        | Apresentadora | [ 21 ]        |
| 2015 | Díspar        | Mónica        |               |
| 2005 | André Valente | Participação  |               |
| 2004 | O Herói       | Participação  |               |

## Dobragem
| Ano  | Título        | Personagem | Ref. |
| ---- | ------------- | ---------- | ---- |
| 2015 | Jacob`s Cross | Chichi     |      |

## Teatro
| Ano  | Espetáculo                                     | Enceneção            | Ref    |
| ---- | ---------------------------------------------- | -------------------- | ------ |
| 2012 | Vanessa                                        | Ingrid Fortez        |        |
| 2009 | O Artista Português é tão bom como os Melhores | António Pires        | [ 22 ] |
| 2004 | Serviço D’Amores de Gil Vicente                | Maria Elimia Correia | [ 23 ] |

## Outras atividades
2013 - Apresentadora do FESTin Festival de Cinema Itinerante da Língua Portuguesa, realizado no Cinema São Jorge, em Lisboa.
2014-2015 - Reporter e responsável de logística equipe BAMP-Dakar, Rali Dakar.

## Prémio
Em 2016, Izilda Mussuela recebeu o Prémio Africa is More, dedicado a homenagear os artistas de origem africana.

## Destaque na Imprensa
"Vivemos num mundo cada vez mais global e o conhecimento é poder."  - Em entrevista ao SAPO - Celebridades (3/03/2015).
"O segredo do sucesso é ter muito foco e trabalho." - Em entrevista para a Revista FMagazine.